# Камчатская экспедиция Арсеньева
Камчатская экспедиция В. К. Арсеньева — служебная поездка на Камчатку в 1918 году, предпринятая исследователем Дальнего Востока Владимиром Арсеньевым в качестве заведующего устройством переселенцев Камчатского земельного отдела.

## Предыстория
После возвращения из Олгон-Горинской экспедиции Арсеньев сложил с себя полномочия комиссара по инородческим делам и вернулся на работу в Гродековский музей, читал лекции в Хабаровском народном университете.
В мае 1918 года Переселенческое управление пригласило Арсеньева стать начальником готовящейся двухмесячной экспедиции на Камчатку, целью которой было изучение Камчатки в хозяйственном отношении и поиск пригодных для заселения мест. При этом Арсеньев, как и обычно, рассчитывал использовать экспедицию для проведения археологических, географических и этнографических исследований. Вдобавок ко всему, 26 июня 1918 года Арсеньев был назначен на должность заведующего устройством переселенцев только что организованного Камчатского земельного отдела.
Помощниками Арсеньева в экспедиции стали В. А. Шрейбер и бывший казачий генерал А. Г. Савицкий. Перед отъездом Арсеньев сдал руководство музеем своему другу, хабаровскому этнографу И. А. Лопатину.

## Ход экспедиции

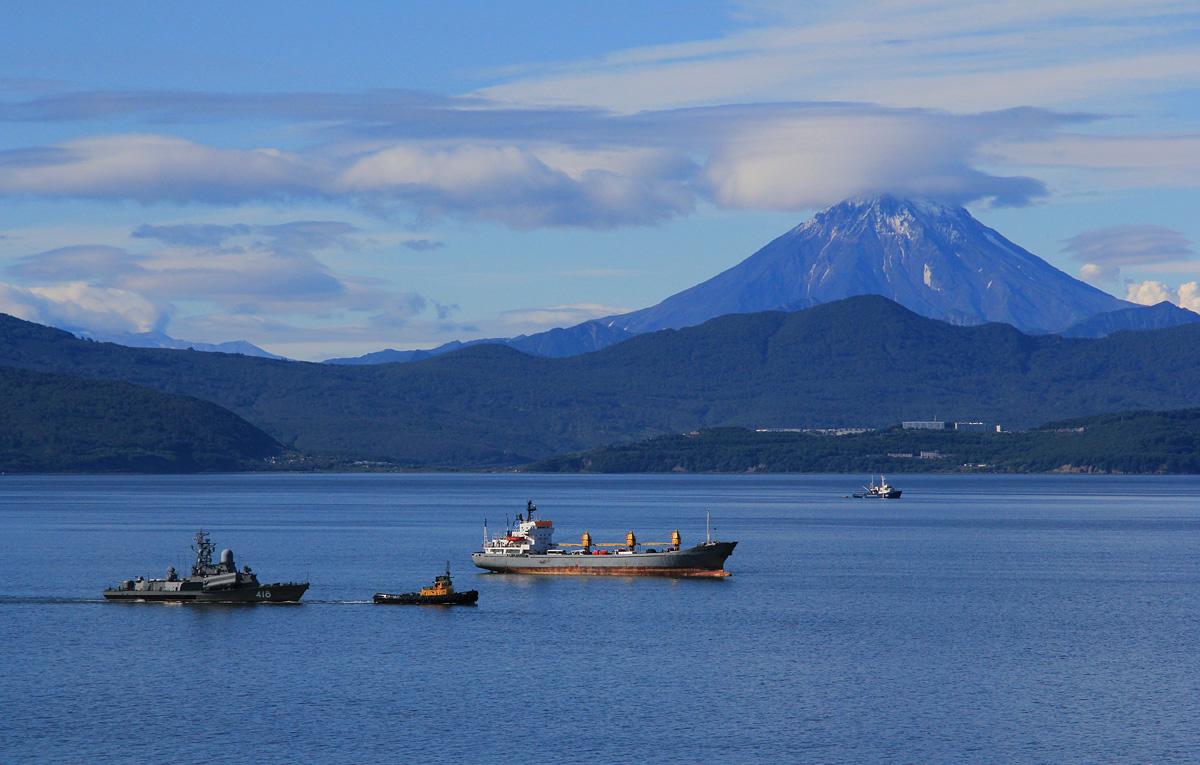
Авачинская бухта и вид на вулкан Вилючинская Сопка

В начале июля 1918 года Арсеньев выехал во Владивосток, и уже 7 июля на пароходе «Сишан» Добровольного флота отправился к берегам Камчатки. По пути пароход заходил в японский Хакодате, где простоял на погрузке и ремонте четыре дня. 19 июля пароход вошёл в Авачинскую бухту и прибыл в Петропавловск-Камчатский.
Последующие несколько дней Арсеньев потратил на подготовку к дороге и знакомство с городом и его окрестностями. Петропавловск, напоминавший тогда более село, чем город, и, в особенности, его жители, произвели на Арсеньева отрицательное впечатление:
…Памятник Берингу покачнулся и грозит падением. На памятнике Славы, что на косе, карандашом сделано много посторонних записей. Неуважение к славе и памяти погибших. […] 
Полное разочарование, развращённое население. Люди, что называется, зарвались в деньгах. Камчатка изобилует деньгами. Страна снабжает население всем в изобилии без всяких с его стороны усилий, и это явилось причиной их умственного и душевного оскудения.

Камчадалы, ведущие жизнь полудикарей, имеют на руках десятки и сотни тысяч, и этому населению Переселенческое управление хочет оказать ещё денежное вспомоществование как малоимущим. Женщина, пришедшая просить вспомоществование, имеет на ногах сторублёвые ботинки.
По своему прибытию Арсеньев устроил совещание с Камчатским комитетом и представителями Завойкинского волостного комитета, рассказав о целях и задачах своей экспедиции. Маршрут предполагал обследование долины реки Камчатка с целью изучения её пригодности к заселению. При этом, Арсеньев планировал закончить свои работы и вернуться в Петропавловск-Камчатский в конце ноября или в начале декабря, чтобы успеть к окончанию навигации на последний пароход во Владивосток.
2 августа 1918 года Арсеньев с помощниками на судне «Командор Беринг» отправился в посёлок Усть-Камчатск, расположенный у устья реки Камчатка, и прибыл туда через три дня. В Усть-Камчатске Арсеньев остановился у владельца местного рыбоконсервного завода А. Г. Демби, с которым он впоследствии подружился. Демби предложил Арсеньеву воспользоваться для плаванья вверх по реке Камчатке его паровым катером, на что Арсеньеву пришлось согласиться из-за достаточно высокой стоимость аренды катера у местных предпринимателей.
В последующие несколько дней Арсеньев провёл раскопки около Усть-Камчатска, и затем — около селения Камаки. 22 августа Арсеньев со спутниками на паровом катере А. Г. Демби отправились вверх по реке Камчатка. По пути они посетили селения Черный Яр, Березовый Яр, Нижне-Камчатское, Ключевское, Кресты, Козыревское, Щапино, Машура, Кирганик и Мильково.
В селе Машура спутник Арсеньева В. А. Шрейбер неожиданно захотел прекратить путешествие и вернуться в Усть-Камчатск. По результатам обследования этого участка долины реки Камчатка Арсеньев отметил, что удобных для поселения переселенцев мест нет. 7 сентября участники добрались до села Мильково. Река выше по течению мелела, и поэтому продолжать путешествие на катере больше не представлялось возможным. 11 сентября Арсеньев со спутниками продолжил путь вместе с вьючным обозом, отправившись в Верхне-Камчатскому.
Миновав селения Верхне-Камчатское, Шеромское и Пущино, путешественники вышли к Ганальскому перевалу. На протяжении этого участка пути всюду были места, крайне благоприятные, по мнению Арсеньева, для земледелия. Не без приключений пройдя через перевал, путешественники достигли селения Малки, и 22 сентября подошли к селению Начики. Миновав селения Коряки и Завойко, вечером 26 сентября Арсеньев прибыл в Петропавловск-Камчатский. 6 октября Арсеньев на судне «Якут» отправился в обратный путь во Владивосток, куда он прибыл через неделю, 14 октября.
Камчатская экспедиция Арсеньева в полном объёме выполнила все поставленные перед собой цели: долина реки Камчатка была тщательна исследована в переселенческом отношении. Земли от селения Мильково до села Пущино были признаны подходящими для земледелия и, следовательно, пригодными для заселения.
По каждому из 15 посещённых населённых пунктов Арсеньев заполнил так называемые «статистические ведомости», представляющие собой анкеты для внесения фактов о населённых пункатах: местоположение, число дворов и жителей, наличие школ, церквей, и прочее. Как и обычно, в ходе экспедиции Арсеньев собрал большое количество этнографических материалов, произвёл несколько археологических раскопок.